# Савчин, Мария Владимировна
Мария Владимировна Савчин (укр. Марія Володимирівна Савчин; 19 декабря 1940 год, село Колоденцы) — передовик сельскохозяйственного производства, колхозница, звеньевая колхоза имени Жданова Каменка-Бугского района Львовской области, Украинская ССР. Герой Социалистического Труда (1972). Депутат Верховного Совета УССР 7 — 8 созывов.

## Биография
Родилась 19 декабря 1940 года в крестьянской семье в селе Колоденцы. Получила среднее специальное образование.
С 1955 года — рядовая колхозница и с 1957 года — звеньевая свекловодческого звена колхоза имени Жданова Каменка-Бугского района Львовской области.
В 1967 году вступила в КПСС. Звено под её руководством ежегодно собирало в среднем по 500—800 центнеров сахарной свеклы с каждого гектара. В 1972 году удостоена звания Героя Социалистического Труда за выдающиеся трудовые достижения.
Избиралась делегатом XXV съезда КПУ и депутатом Верховного Совета УССР 7-го и 8-го созывов от Каменка-Бугского избирательного округа.
Перед выходом на пенсию работала руководителем ООО «Жовтанцы» в селе Жовтанцы Каменка-Бугского района Львовской области.
После выхода на пенсию проживает в селе Жовтанцы Каменка-Бугского района Львовской области.

## Награды
- Герой Социалистического Труда (1972)
- орден Ленина — дважды